# Светлозар Раев
Светлозар Димитров Раев е български политик и художник.
Репресиран на младини и емигрирал, той е първият български постоянен представител при Съвета на Европа (1992 – 1998), посланик на България (1999 – 2001) при Светия престол във Ватикана и при Малтийския орден в Рим.

## Биография
Роден е на 18 септември 1927 г. в Търново. Син е на Димитър Раев, кмет на Търново през 1920-те години и управител на Скопска област по време на Българското управление във Вардарска Македония (1941 – 1944), спасил от депортиране над 100 евреи от Скопие. Той е потомък и на видната възрожденка от 19 в. Бяла Бона, наричана Търновската баба Тонка.
Ранни години в България
Ученик и пансионер във френския католически Колеж „Свети Августин“, Пловдив преди закриването му през 1943 г. Завършва българска гимназия в родния си град. Следва право в Софийския университет „Климент Охридски“ от 1945 до началото на 1949 г., когато е изключен от университета по политически причини. По същото време е член на ръководството на академичния клуб към Българската Демократическа партия, за което е репресиран с арест и изпратен в лагерите „Куциян“ и Бобов дол.
От 1950 г. започва период на тежка физическа работа: на леярска пещ, по строежа на сградата на софийското летище. По-късно е художник-приложник при изработка на керамични декоративни елементи. През втората половина на 1950-те години спечелва 1-ва награда на конкурс на секцията за приложно изкуство при Съюза на българските художници. Това му дава възможност за самостоятелна работа като художник-приложник към фонда на СБХ.
Емигрант в Австрия, Франция, Германия
В края на 1964 г. заминава за Прага по покана на Съюза на чехословашките художници. По пътя се отклонява към Виена, където получава политическо убежище. При емигрирането си се разделя със съпругата си Теменужка Димитрова Георгиева, художничка от Бургас, починала през 1994 г.
Раев работи в Австрия като скулптор-реставратор при дирекцията за закрила на културното наследство. От лятото на 1965 до лятото на 1969 г. е в Париж, където работи като дизайнер и свободен сътрудник на българската секция при френското радио (културна информация).
През 1970 г. получава поръчка от известния строител на църкви проф. арх. Готфрид Бьом за изработка на идеен проект за стъклописите на строяща се негова църква в Бон. Това довежда до прехвърлянето му в Кьолн и развитие в нова област.
Продължава следването в Университета на Рейн-Вестфалия в Аахен (Екс ла Шапел) във Философския факултет по специалности: „Държавни науки“, „Социология“, „История на архитектурата и градоустройството“. Дипломира се като доктор през 1975 г.
Работи като научен сътрудник в градския музей на Кьолн и в катедрата за градоустройство на Университета на Рейн-Вестфалия в Аахен, чийто титуляр е споменатият архитект проф. Бьом. Сътрудничи по договор с Германското научноизследователско дружество (Deutsche Forschungsgemeinschaft), Бон. Пише статии за специализирани списания, пише и издава книги в областта на архитектурата. Дълги години работи в бюрото на прочутия архитект Готфрид Бьом и издава книги за него.
През 1990 г. осъществява първия контакт на партиите от коалицията СДС с фондация „Конрад Аденауер“ и организира първото пътуване на лидери от българската опозиция в Германия за запознаване с германския политически опит.
Късни години – дипломат
През 1992 г. Светлозар Раев е назначен за първия български постоянен представител (приравнен на посланик) при Съвета на Европа, на който пост остава до 1998 г. включително. Председателства Комитета на министрите на Съвета на Европа през 1994 г.
От 1999 до 2001 г. е посланик на България при Светия престол във Ватикана и при Военния суверенен орден на Св. Йоан от Йерусалим, Родос и Малта (Малтийския орден) в Рим. На този пост посланик Раев работи активно за организиране на посещението на папа Йоан Павел II в България (2002).
Поканен е да участва в престижния римски форум за дискусии на обществени идеи „Чирколо Рома“, където лансира своята идея „Права и отговорности“ на срещата „Карита политика“.
Като посланик в Съвета на Европа Раев остава в историята със своята инициатива „Права и отговорности“ от 1992 г., за чието успешно реализиране се бори до 1999 г., когато на 7 май същата година в Будапеща Комитетът на министрите приема Декларация и Програма за обучение в демократично гражданство, основано на правата и отговорностите на гражданите. Този процес става известен като българската инициатива. В свое решение Народното събрание на Република България подчертава ролята на посланик Раев за тази значима инициатива.
С помощта на БЗНС-НС и Анастасия Мозер инициативата на Раев е внесена и в Европейския конвент, председателстван от Валери Жискар д'Естен, и става част от дискусията по приемането на проекта за договор за Европейската конституция.
Развитието на инициативата след това довежда до обявяването (съвместно от Съвета на Европа и Европейския съюз) на 2005 г. за година на демократичното гражданство, основано на образование.
През 2008 г. Раев пристига в България с намерение да представи идеите си пред тогавашния кмет на София. Това не се осъществява поради смъртта му в София на 17 юни 2008 г.
През 2010 г. Съветът на Европа приема Харта за образованието в демократично гражданство и образованието за човешки права.
В основата на процеса, довел до приемането на този значим европейски документ, стои българинът Светлозар Раев от Велико Търново.